# 運頭角木棉王
22°26′45″N 114°10′09″E / 22.445754°N 114.169182°E
運頭角木棉王位於香港新界大埔運頭角遊樂場，是全港最大木棉樹，高度約23米，樹幹直徑約1.5米，樹冠覆蓋約30米。此樹為香港《古樹名木冊》中之受保護樹木；因被真菌入侵，根部枯死，香港政府以危害公眾安全為由，此樹於2009年12月3-4日期間遭砍伐移除。